# ClickOnce
ClickOnceはWindows FormsやWindows Presentation Foundation（WPF）のアプリケーションを配置するためのマイクロソフトの技術。.NET Framework 2.0以降から利用可能。JavaプラットフォームにおけるJava Web Startに相当する。

## 概要
ClickOnceの主な目標はクライアントアプリケーションの導入を容易にし、信頼性を向上させることである。ClickOnceでは、Webページのリンクをクリックするだけでアプリケーションの実行が行われる。
さらに、従来のアプリケーション配置モデルにあった
- アプリケーションのアップデートの困難さ
- コンピュータに与える影響の大きさ
- インストール時に管理者の権限が必要であること

といった問題を解決することができる。
ClickOnceで配置されたアプリケーションはコンピュータ単位ではなくユーザ単位でインストールされる。従ってインストールするのに管理者の権限は必要にならない。ClickOnceアプリケーションはそれぞれ独立しており、互いに影響を及ぼすことはできない。

## アプリケーション
ClickOnceは、従来の（スタートメニューにインストールされる類の）アプリケーションと、ブラウザによってホストされるオンラインアプリケーションの両方をサポートする。ClickOnceアプリケーションはWeb上、ネットワーク上、あるいはCDなどといったファイルシステム上に配置することができる。
以前のバージョンはInternet Explorerからのみ利用可能だったが、.NET Framework 3.5 SP1を導入すればFirefox上でも実行できる。